# Îlet de Vieux Fort
L'îlet de Vieux Fort est un îlet inhabité des Petites Antilles, situé en mer des Caraïbes, appartenant administrativement à la commune française de Saint-Louis de Marie-Galante en Guadeloupe.

## Géographie
Situé au pied des falaises Nord de Marie-Galante, l’îlet de Vieux-Fort s'étend sur 2 800 m2 et atteint une altitude maximale de 6 m. Six cocotiers y ont été plantés en 1986-87, dont 4 subsistent.
L'îlet est classé mondialement comme zone importante pour la conservation des oiseaux (ZICO/IBA). Parmi eux, les sternes fuligineuses et les noddi bruns.